# Цепун Андрій Михайлович
Андрі́й Миха́йлович Цепун (нар. 14 жовтня 1978, м. Київ, УРСР — пом. 21 лютого 2014, Київ, Україна) — учасник Євромайдану. Один із Небесної сотні. Герой України.

## Життєпис
Брав участь у Революції Гідності. Увечері 20 лютого 2014 року разом з іншими активістами чергував на блокпосту на в'їзді в Київ з боку Гостомельської траси, щоб зупинити підхід підкріплення для «тітушків» та бійців «Беркута». У ніч проти 21 лютого після чергування пішов сам додому. Вранці його тіло знайшли в Києві на вулиці Верболозній зі слідами жорстокого побиття та черепно-мозковою травмою, несумісною з життям. Похований у  селі Кожухівка Васильківського району Київської області.

## Вшанування пам'яті
- Звання Герой України з удостоєнням ордена «Золота Зірка» (21 листопада 2014, посмертно) — за громадянську мужність, патріотизм, героїчне відстоювання конституційних засад демократії, прав і свобод людини, самовіддане служіння Українському народу, виявлені під час Революції гідності[1]
- Медаль «За жертовність і любов до України» (УПЦ КП, червень 2015) (посмертно)[2]